# إدوارد زالومون
إدوارد زالومون (بالإنجليزية: Edward Salomon)‏ هو محامي وسياسي أمريكي، ولد في 11 أغسطس 1828 في ألمانيا، وتوفي في 21 أبريل 1909 في فرانكفورت في ألمانيا. حزبياً، نشط في الحزب الجمهوري. وقد انتخب حاكم ولاية ويسكونسن ‏ (19 أبريل 1862 – 4 يناير 1864).